# Harpers Ferry (Iowa)
Harpers Ferry ist eine Kleinstadt im Allamakee County im Nordosten des US-amerikanischen Bundesstaates Iowa am Mississippi River. Das U.S. Census Bureau hat bei der Volkszählung 2020 eine Einwohnerzahl von 262 ermittelt. 
Südlich von Harpers Ferry befindet sich das Effigy Mounds National Monument, eine Gedenkstätte und ein archäologisches Schutzgebiet mit Zeugnissen aus präkolumbischer Zeit. 

## Geografie
Harpers Ferry liegt auf 43°12'06" nördlicher Breite und 91°09'03" westlicher Länge. Die Stadt erstreckt sich über eine Fläche von 1,6 km², die ausschließlich aus Landfläche besteht.
Harpers Ferry liegt am Westufer des Mississippi River, der die Grenze nach Wisconsin bildet. Nach New Albin, das unweit der Schnittstelle der Staaten Iowa, Wisconsin und Minnesota liegt, sind es 48,8 km in nördlicher Richtung.
Durch Harpers Ferry führt der Iowa-Abschnitt der Great River Road, einer touristisch und historisch wichtigen Straße, die entlang des gesamten Laufes des Mississippi River verläuft. 
Iowas Hauptstadt Des Moines liegt 347 km in südöstlicher Richtung, die Quad Cities liegen 245 km südlich, über das 268 km entfernte Rockford sind es 419 km in südöstlicher Richtung bis Chicago. Wisconsins Hauptstadt Madison liegt 187 km im Osten. Minneapolis, die größte Stadt Minnesotas liegt 309  im Nordwesten.

## Demografische Daten
Bei der Volkszählung im Jahre 2000 wurde eine Einwohnerzahl von 330 ermittelt. Diese verteilten sich auf 166 Haushalte in 110 Familien. Die Bevölkerungsdichte lag bei 208,9/km². Es gab 560 Gebäude, was einer Bebauungsdichte von 354,5/km² entsprach.
Die Bevölkerung bestand im Jahre 2000 aus 98,18 % Weißen, 1,21 % Indianern und 0,61 % Mischlingen. 0,30 % der Bevölkerung bestand aus Hispanics, die verschiedenen der genannten Gruppen angehörten.
14,8 % waren unter 18 Jahren, 1,8 % zwischen 18 und 24, 18,8 % von 25 bis 44, 28,2 % von 45 bis 64 und 36,4 % 65 und älter. Das durchschnittliche Alter lag bei 58 Jahren. Auf 100 Frauen kamen statistisch 90,8 Männer, bei den über 18-Jährigen 83,7.
Das durchschnittliche Einkommen pro Haushalt betrug $29.091, das durchschnittliche Familieneinkommen $35.125. Das Einkommen der Männer lag durchschnittlich bei $30.000, das der Frauen bei $21.250. Das Pro-Kopf-Einkommen belief sich auf $17.566. Rund 3,5 % der Familien und 7,5 % der Gesamtbevölkerung lagen mit ihrem Einkommen unter der Armutsgrenze.